# Lucy Knight
Lucy Knight es un personaje ficticio de la serie de televisión ER. Fue interpretada por Kellie Martin. Participó desde el primer capítulo de la quinta temporada hasta mediados de la sexta. Era una estudiante de medicina de tercer año, siendo el Dr. John Carter su tutor.

## Quinta temporada
Lucy comienza su primer día desorientada, pero logra afrontarlo. Le asignan a Carter como tutor. Durante algunos capítulos, Lucy pretende saber hacer una intravenosa, pero le pide a la enfermera Carol Hathaway que lo haga por ella, por lo que discuten por un tiempo.
Cuando Carter lo descubre, pelean. Después se reconcilian, pero no dura mucho tiempo. En una fiesta de Halloween en la casa de Carter las cosas se salen de control y un estudiante sufre una sobredosis. Se pelean nuevamente, hasta el capítulo The Good Fight. En el capítulo The Storm, tienen un momento romántico en una sala de examen, pero Carter no quiere comenzar una relación porque es su tutor y eso sería mal visto. Al final de la temporada, Carter descubre que Lucy tiene una adicción a un estimulante recetado para niños con síndrome de déficit de atención. Ella lo deja pero recae.

## Sexta temporada
Lucy comienza su cuarto año como estudiante de medicina y le pide a la Dra. Kerry Weaver que sea su tutora, pero ella le dice que no puede, al ser jefe de la sala de urgencias. Lucy surge como un personaje más maduro. Al principio de la temporada tiene pocas apariciones, luego toma más fuerza e importancia a medida que avanza la historia.
Fallece durante la celebración del día de San Valentín del año 2000, al ser acuchillada por un paciente con esquizofrenia; suceso en el cual también resulta gravemente lesionado John Carter. Carter, su otrora tutor e interés romántico adquiere hábitos nocivos como fumar y padece de insomnio puesto que quedó sumido en una fuerte depresión que le lleva al abuso de narcóticos.